# Mutilva Alta
Mutilva Alta (Mutiloagoiti cooficialmente en euskera) fue una localidad y concejo del municipio y valle de Aranguren, situado en la Comunidad Foral de Navarra, España hasta su fusión en 2010 con Mutilva Baja para formar  la nueva localidad de Mutilva.
Su población en 2010 fue de 2821 habitantes (INE).

## Geografía
Se halla emplazado a los 2°4′ y 42°48′ al NO. del término, próximo al monte El Campamento (528 metros de altitud), tiene una altitud de 456 m s. n. m. y está situado en la margen derecha del río Sadar, afluente del río Arga.

## Monumentos
- Parroquia de San Saturnino: Está construida en piedra y pudo ser de origen medieval, aunque en los siglos XVI y XVII se le realizó una importante labor de modernización. Hoy en día está reformada, y se han mezclado en ella estilos tradicionales y modernos.[3]

## Demografía
| 2000 | 2001 | 2002 | 2003 | 2004 | 2005 | 2006 | 2007 | 2008 | 2009 | 2010 |
| ---- | ---- | ---- | ---- | ---- | ---- | ---- | ---- | ---- | ---- | ---- |
| 1427 | 1479 | 1623 | 1837 | 1946 | 2045 | 2097 | 2281 | 2462 | 2669 | 2821 |

## Fiestas
Fiestas patronales: Las fiestas patronales de la localidad, se celebran el tercer fin de semana de mayo, alrededor del 21 de mayo.

## Comunicaciones

### Transporte urbano
| | Transporte Urbano Comarcal de Pamplona Ir a la base de datos | Transporte Urbano Comarcal de Pamplona Ir a la base de datos | Transporte Urbano Comarcal de Pamplona Ir a la base de datos | Transporte Urbano Comarcal de Pamplona Ir a la base de datos | Transporte Urbano Comarcal de Pamplona Ir a la base de datos |
| Línea | Trayecto                                                     | Horario 1 Laborables                                         | Horario 2 Sábados                                            | Horario 3 Festivos                                           | Frecuencia 1/2/3                                             |
| --- | ------------------------------------------------------------ | ------------------------------------------------------------ | ------------------------------------------------------------ | ------------------------------------------------------------ | ------------------------------------------------------------ |
| 17 | Mutiloa ↔ Artiberri Mutilva ↔ Artiberri                      | 6:30 a 22:30                                                 | 7:10 a 22:30                                                 | 7:10 a 22:30                                                 | 20´/40´/40´                                                  |
| N8 | Labriteko Aldapa ↔ Mutiloa Bajada de Labrit ↔ Mutilva        | 23:00 y 0:00                                                 | 23, 0, 2 y 4                                                 | 23, 0, 2, 4, 6                                               | 2vj/2vj/2vj                                                  |
| - Horario y frecuencia: 1. En las líneas diurnas laborables y en la nocturnas de domingo a jueves 2. En las líneas diurnas sábados no festivos y en las nocturnas viernes (excepto vísperas de festivos) 3. En las líneas diurnas festivos y en las nocturnas sábados - Durante las fiestas de San Fermín el servicio suele cambiar. |                                                              |                                                              |                                                              |                                                              |                                                              |